# Jacquemontia verticillata
Jacquemontia verticillata là một loài thực vật có hoa trong họ Bìm bìm. Loài này được (L.) Urb. mô tả khoa học đầu tiên năm 1902.